# وینتسر
وینتسر (به آلمانی: Winzer) یک شهر در آلمان است که در دگندورف واقع شده‌است.

## خصوصیات
وینتسر ۲۷٫۵۹ کیلومترمربع مساحت دارد ۳۱۱ متر بالاتر از سطح دریا واقع شده‌است.